# Cámara de los Comunes del Reino Unido
La Cámara de los Comunes (del inglés: House of Commons), oficialmente Los Honorables Comunes del Reino Unido de Gran Bretaña e Irlanda del Norte reunidos en Parlamento (The Honourable the Commons of the United Kingdom of Great Britain and Northern Ireland in Parliament assembled), es la Cámara Baja del Parlamento del Reino Unido. Tiene su sede en el Palacio de Westminster. El Parlamento británico tiene una segunda cámara: la cámara alta o Cámara de los Lores.
La Cámara de los Comunes han sido durante generaciones los representantes del pueblo, es elegida democráticamente. Está conformada por 650 representantes elegidos por escrutinio uninominal mayoritario en los diferentes distritos electorales del Reino Unido por un período máximo de cinco años hasta que se disuelve el parlamento. A estos representantes se les denomina miembros del parlamento. El término comunes deriva de los comunes franceses normandos, refiriéndose a las comunidades geográficas y colectivas de sus representantes. 
Desde 1902 todos los primeros ministros, salvo lord Alec Douglas-Home en 1963 y Gordon Brown en 2007, han sido en algún momento representantes de los comunes. Además todos los ministros de los distintos gobiernos han sido elegidos entre miembros de la Cámara de los Comunes.
La Cámara de los Comunes fue establecida en el siglo XIV y ha existido de forma continua desde entonces. La Cámara de los Comunes en sus inicios tenía menos poder que la Cámara de los Lores, pero hoy es la cámara con mayores poderes legislativos del parlamento, en los siglo XVIII y a lo largo XIX era el único órgano político con un sistema democrático en general. Desde 1911 el poder legislativo de la Cámara de los Comunes excede el poder de la Cámara de los Lores, ya que a partir de dicha fecha se les suprimió a los lores el poder de rechazar las leyes conservando solo la potestad de sugerir modificaciones. Además el primer ministro permanece en su cargo solamente mientras conserva el apoyo de los comunes y el gobierno del Reino Unido debe responder ante la Cámara de los Comunes cuando sus miembros lo estimen conveniente.
El archivo de la Cámara se encuentra en su propia biblioteca.

## Miembros y elecciones
Hasta las reformas del siglo XIX, los distritos electorales tenían poca base en la población: los condados y las ciudades, cuyos límites no eran fijos en su mayoría, eran representados por dos miembros cada uno. La estructura censitaria de la población con derecho a voto y los privilegios de origen medieval hacía que ciertas regiones de Inglaterra muy escasamente pobladas eligieran igualmente a dos miembros del parlamento, lo cual garantizaba de facto que la elección de los mismos quedaba en manos de alguna única familia de notables censada en la zona, puesto que el censo electoral quedaba reducido a unas pocas personas; a estos distritos, a menudo asociados a antiguos burgos y ciudades venidas a menos desde la Edad Media, se les llamaba burgos podridos, y eran empleados por miembros de la nobleza y de la gentry como forma sencilla de asegurarse un escaño en el parlamento.
Las reformas aprobadas durante el siglo XIX, comenzando con la reforma de 1832, resultaron en una distribución más uniforme de los escaños, la abolición de los llamados burgos podridos, y una ampliación de la población con derecho a voto. Por otra parte, las reformas de 1885 suprimieron la mayoría de los distritos electorales que tenían dos representantes, y los pocos que permanecieron fueron finalmente suprimidos en 1948. También se suprimieron los distritos electorales de las universidades, que permitían a universidades importantes como Oxford, Cambridge y universidades antiguas de Escocia tener representación en el Parlamento.
Actualmente cada distrito electoral elige solamente a un miembro del parlamento. Todavía subsiste una diferencia técnica entre los distritos electorales de un condado y los distritos electorales de una ciudad.
Con el fin de asegurar que todos los distritos tengan una población más o menos equivalente, sus límites son determinados por cuatro comisiones permanentes e independientes; una para Inglaterra, otra para País de Gales, otra para Escocia, y una para Irlanda del Norte. El número de distritos electorales asignados a las cuatro zonas del Reino Unido se basa aproximadamente en la población, pero teniendo en cuenta ciertas regulaciones estatutarias. Inglaterra y Escocia deben tener un total de aproximadamente 613 distritos electorales, Irlanda del Norte entre 16 y 18 distritos electorales, y el País de Gales al menos 35 distritos electorales.
Las Comisiones realizan revisiones generales de límites electorales cada 8 a 12 años, así como algunas revisiones interinas. Estas comisiones deben considerar los límites establecidos por el gobierno local aunque pueden introducir cambios para prevenir grandes disparidades en las poblaciones de los distintos distritos electorales. Las propuestas de las Comisiones encargadas de los límites deben tener aprobación parlamentaria, pero no pueden ser enmendadas por el parlamento. Las 4 Comisiones fueron absorbidas en la Comisión Electoral, creada en el año 2000.
El Reino Unido se divide en 650 distritos electorales, con 533 en Inglaterra, 40 en País de Gales, 59 en Escocia, y 18 en Irlanda del Norte.
Un período parlamentario no puede durar más de cinco años, a menos que se apruebe por ambas cámaras y reciba el consentimiento real, una ley que amplíe la duración del mandato parlamentario. La Cámara de los Lores, conserva el poder excepcional de vetar dicha ley.
Sujeto a ese límite de 5 años, anteriormente el primer ministro podía elegir el momento de disolución del parlamento. Sin embargo, desde la Ley de Parlamentos de Plazo Fijo, de 2011, una elección general anticipada se realiza solo si una mayoría de dos tercios de la Cámara aprueba una moción de disolución, o por un voto de no confianza que no se sigue dentro de los catorce días por un voto de confianza (que puede ser para la confianza en el mismo gobierno o en otro diferente). Por este segundo mecanismo, el gobierno del Reino Unido puede cambiar su composición política sin una elección general intermedia.
El primer ministro fija la fecha en que se realizará una elección general, pero tradicionalmente, se realiza un jueves. Se deben convocar elecciones generales una vez cada cinco años, pero las mismas pueden ser convocadas en cualquier momento dentro de ese período de cinco años, por decisión de los 2/3 de los Comunes. La costumbre había establecido, hasta 2011, que se convocaran elecciones transcurridos cuatro años desde la anterior. Cada candidato debe presentar su formulario de nominación firmado por diez votantes registrados de su distrito electoral, y debe pagar un depósito de 500 £, monto que le es reintegrado en caso de que el candidato obtenga por lo menos el 5 % de los votos emitidos. El propósito del depósito es desalentar a candidatos frívolos.
Cada distrito electoral elige a un miembro, usando el sistema electoral escrutinio uninominal mayoritario, bajo el cual el candidato con más votos gana. No pueden presentar su candidaturas a miembro de la Cámara de los Comunes los menores de edad, los miembros de la Cámara de los Lores, los presos, ni los enfermos mentales o los discapacitados psíquicos. Para votar, se debe residir y ser un ciudadano del Reino Unido, de un Territorio Británico de Ultramar, de la República de Irlanda, o de un país miembro de la Commonwealth. También, se permite a los ciudadanos británicos que viven en el exterior votar durante los 15 años siguientes a haber emigrado del Reino Unido. Ninguna persona puede votar en más de un distrito electoral.
Una vez que es elegido, el miembro del parlamento continúa en funciones hasta la próxima disolución del parlamento o hasta su muerte. La Cámara de los Comunes puede decidir expulsar a uno de sus miembros en caso de que el mismo haya incurrido en una falta de conducta seria o una actividad criminal. En estos casos, la vacante se ocupa mediante una elección parcial en el distrito electoral respectivo. Igualmente, un miembro del parlamento puede dimitir antes de completar su legislatura; en ese caso se procede a convocar elecciones anticipadas en su distrito. En ambos casos, se utiliza el mismo sistema electoral que el de las elecciones comunes. Como sea, el mandato de un miembro no puede superar los cinco años, estas circunstancias han llevado en la práctica a la existencia de elecciones parciales en varios distritos electorales, que se celebran generalmente al mismo tiempo a mitad de legislatura, usualmente al cabo de 3 años de establecerse el nuevo parlamento, a fin de uniformar el proceso electoral.
El término miembro del parlamento se utiliza normalmente para referirse solamente a los miembros de la Cámara de los Comunes, aun cuando la Cámara de los Lores es también una parte del parlamento. Los miembros de la Cámara de los Comunes pueden utilizar las siglas post-nominales “M.P.” (Member of Parliament) tras su nombre, como señal honorífica.
El sueldo anual de cada miembro es de 59 095 £; los miembros pueden recibir sueldos adicionales por tareas que desempeñen en otras oficinas públicas. La mayoría de los miembros también poseen una asignación monetaria de entre 100 000 £ y 150 000 £ para cubrir los varios gastos de oficina (personal, franqueo, viajes, teléfono, etc.) y también en el caso de los miembros que no viven en Londres para afrontar el coste de mantener un hogar en Londres.

## Organización interna

### Autoridades directivas
| Cargo                                                                     | Cargo                                          | Titular                                | Titular | Partido     | Partido                                | Nombramiento           |
| ------------------------------------------------------------------------- | ---------------------------------------------- | -------------------------------------- | ------- | ----------- | -------------------------------------- | ---------------------- |
|                                                                           | Presidente                                     | Sir Lindsay Hoyle Diputado por Chorley |         |             | Independiente (Elegido como Laborista) | 4 de noviembre de 2019 |
| Directora de Vías y Significados (Vicepresidenta)                         | Eleanor Laing Diputada por el Bosque de Epping |                                        |         | Conservador | 8 de enero de 2020                     |                        |
| Directora Adjunta Primera de Vías y Significados (Vicepresidenta segunda) | Rosie Winterton Diputada por Doncaster Central |                                        |         | Laborista   | 7 de enero de 2020                     |                        |
| Director Adjunto Segundo de Vías y Significados (Vicepresidente tercero)  | Nigel Evans Diputado por el Valle de Ribble    |                                        |         | Conservador | 8 de enero de 2020                     |                        |

### Comités
El parlamento del Reino Unido utiliza diversos comités para la revisión de leyes y otras tareas. Los comités estudian las leyes detalladamente, y pueden realizar enmiendas. Aquellas leyes de gran importancia constitucional, así como algunas medidas financieras importantes, se envían generalmente al Gran comité, un cuerpo que incluye a todos los miembros de la Cámara de los Comunes. Dicha sesión es presidida por el presidente de la cámara o un Vicepresidente de protocolo.
Los comités se reúnen salas de trabajo de la Cámara de los Comunes. La mayoría de las leyes son analizadas por las comisiones permanentes, que están formadas por unos 16 a 50 miembros cada una. La calidad de miembro de cada comisión permanente se corresponde con el poder que poseen los diversos partidos representados en la Cámara. La suscripción a las comisiones permanentes cambia constantemente, se asignan nuevos miembros cada vez que el comité considera una nueva ley. No existe límite formal en cuanto al número de comisiones permanentes, aunque generalmente son unas diez. Solo en circunstancias especiales una ley es confiada a una comisión permanente especial, que funciona como una comisión permanente, pero que puede investigar y realizar audiencias sobre los temas en estudio. En noviembre de 2006, los comités de ley pública substituyeron a las comisiones permanentes.
La Cámara de los Comunes también tiene varios comités departamentales. La membresía de estos cuerpos, en forma similar al caso de las comisiones permanentes, refleja el poder de los partidos en la Cámara de los Comunes. Cada comité elige su propio presidente. La función primaria de un comité departamental es analizar e investigar las actividades de un departamento gubernamental particular; para realizar estas investigaciones, el comité está habilitado a llevar a cabo audiencias para recoger evidencia. Las leyes pueden ser estudiadas por comités departamentales, pero tal procedimiento se utiliza muy raramente.
Un tipo distinto de comité es el comité doméstico. Los comités domésticos supervisan la administración de la Cámara y de los servicios proporcionados a los miembros. Otros comités de la Cámara de los Comunes son las comisiones mixtas (que incluyen a miembros de la Cámara de los Lores), el comité sobre estándares y privilegios (que considera cuestiones de privilegio parlamentario, así como problemáticas relacionadas con la conducta de los miembros), y el Comité de selección (que determina la adscripción de otros comités).

## Funciones
Los proyectos de leyes se pueden presentar a través de cualquiera de las dos cámaras, aunque las leyes polémicas por lo general se originan en la Cámara de los Comunes.
La supremacía de la Cámara de los Comunes en temas legislativos está determinada por las Actas Parlamentarias, las cuales establecen que cierto tipos de proyectos de leyes se pueden presentar para el asentimiento real (Royal Assent) sin necesidad de contar con el consentimiento de la Cámara de los Lores. Los lores no pueden retrasar una ley sobre fondos monetarios (una propuesta que, según la opinión del Speaker de la Cámara de los Comunes, se refiere exclusivamente a impuestos nacionales o a fondos públicos) por más de un mes. Más aún, los lores no pueden retrasar la mayoría de las otras leyes públicas por más de dos sesiones parlamentarias, o un año calendario. Estas provisiones, sin embargo, se aplican solo a las leyes públicas que se originan en la Cámara de los Comunes. Por otra parte, una ley que intenta extender la duración de un período parlamentario más allá de cinco años requiere el consentimiento de la Cámara de los Lores.
Por una tradición que se remonta a antes de las Actas Parlamentarias, únicamente la Cámara de los Comunes puede presentar proyectos de leyes que se refieran a materias impositivas o financieras. Además, las leyes de fondos monetarios aprobadas por la Cámara de los Comunes no pueden ser modificadas por la Cámara de los Lores. Además, la Cámara de los Lores no puede enmendar una ley para insertar impuestos o una disposición relacionada con los mismos, pero a menudo la Cámara de los Comunes deja de lado sus privilegios y permite que los lores hagan enmiendas con implicaciones financieras. Por un acuerdo conocido como la Convención de Salisbury, la Cámara de los Lores no intenta oponerse a legislación que haya sido prometida en el programa de trabajo propuesto por el partido durante la última elección. Por lo tanto, como el poder de la Cámara de los Lores ha sido recortado por el estatuto y por la práctica, la Cámara de los Comunes es la rama más poderosa del parlamento.

## Relación con el gobierno
Aunque la Cámara de los Comunes no elige al primer ministro, la posición de los partidos en la misma igual es de suma importancia. El primer ministro debe rendir cuentas, y debe contar con el apoyo de la Cámara de los Comunes. Así, siempre que queda vacante el cargo de primer ministro, el soberano designa a la persona que posea mayor apoyo de la Cámara, que por lo general es el líder del partido con más representantes en la Cámara. (El líder del segundo partido en cantidad de representantes toma el rol de líder de la oposición). En épocas modernas, el primer ministro siempre ha sido un miembro de la Cámara de los Comunes, en lugar de pertenecer a la Cámara de los Lores.
El primer ministro puede permanecer en su cargo siempre que conserve el apoyo de la Cámara de los Comunes. La cámara baja puede indicar su falta de apoyo al gobierno votando en contra de un voto de confianza, o proponiendo una moción de censura. Las mociones de confianza y de censura a veces se indican en forma explícita, por ejemplo: Que esta cámara no confía en el gobierno de su majestad. Aun cuando no sean expresadas explícitamente como tales, muchas otras mociones o votaciones también se consideran expresiones de confianza. Particularmente, las votaciones de leyes importantes que forman una parte de la plataforma del gobierno generalmente se consideran expresiones de la confianza, al igual que la votación del presupuesto anual del reino. Cuando un gobierno ha perdido la confianza de la Cámara de los Comunes, el primer ministro debe dimitir, o solicitar al monarca que disuelva el parlamento, con lo que se desencadena una elección general.
Excepto cuando es obligado por un resultado adverso en un tema de confianza, el monarca le autoriza al primer ministro a decidir el momento en que se disuelve el parlamento, y por lo tanto el momento en que se llama a elecciones generales. La elección de dicha oportunidad se basa en consideraciones políticas, y es generalmente el tiempo más oportuno para el partido del primer ministro. Sin embargo, ningún período parlamentario puede durar más de cinco años; y se produce una disolución automática de la Cámara al cumplirse dicho plazo a menos que se apruebe un acta del parlamento que extiende el término máximo, tal como sucediera durante ambas guerras mundiales. Casi nunca el parlamento dura cinco años, los pedidos de disolución limitan su duración a menos de cinco años.

## En el cine y la televisión
En 1986, el canal ITV Granada hizo una réplica de la Cámara de los comunes de 1950, con estudios en Mánchester para la adaptación televisiva de la novela de Jeffrey Archer, La carrera hacia el poder. En el 2002 los estudios fueron comprados por la BBC.